# Новая (Кисельнинское сельское поселение)
Новая — деревня в Кисельнинском сельском поселении Волховского района Ленинградской области.

## История
На карте Санкт-Петербургской губернии Ф. Ф. Шуберта 1834 года упоминается деревня Новая и близ неё усадьба помещика Сарычева.

НОВАЯ ДЕРЕВНЯ — деревня принадлежит подполковнице Сарычевой и действительной статской советнице Лубьяновичевой, число жителей по ревизии: 21 м. п., 22 ж. п. (1838 год)

Согласно карте профессора С. С. Куторги 1852 года близ деревни Новая находилась усадьба вице-адмирала Сарычева.

АЛЕКСЕЕВСКОЕ (НОВАЯ ДЕРЕВНЯ) — деревня разных владельцев, по просёлочной дороге, число дворов — 7, число душ — 17 м. п. (1856 год)

НОВАЯ (АЛЕКСЕЕВЩИНА) — деревня владельческая при колодцах, число дворов — 15, число жителей: 47 м. п., 35 ж. п.; Часовня православная. (1862 год)

В 1874 году временнообязанные крестьяне деревни выкупили свои земельные наделы у Е. Ф. Нелидовой и стали собственниками земли.
Согласно материалам по статистике народного хозяйства Новоладожского уезда 1891 года имение при селении Новая площадью 1367 десятин принадлежало наследникам штабс-капитана Ф. Ф. Нелидова, имение было приобретено до 1868 года.
В конце XIX века деревня административно относилась к Песоцкой волости 1-го стана Новоладожского уезда Санкт-Петербургской губернии, в начале XX века — 4-го стана.
По данным «Памятной книжки Санкт-Петербургской губернии» за 1905 год деревня Новая входила в Кипуйское сельское общество.

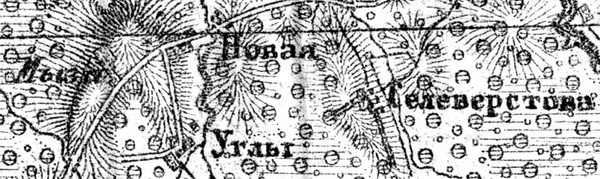
Деревня Новая на карте 1915 года

Согласно военно-топографической карте Петроградской и Новгородской губерний издания 1915 года к западу от деревни Новая находилась ветряная мельница и безымянная мыза.
С 1918 по 1923 год деревня Новая входила в состав Новодеревенского сельсовета Песоцкой волости Новоладожского уезда.
С 1923 года в составе Угловско-Новодеревенского сельсовета Октябрьской волости Волховского уезда.
С 1924 года в составе Кисельницкого сельсовета.
Согласно данным переписи населения СССР 1926 года в деревне Новая проживали 129 человек — большинство русские, а также поляки.
С 1927 года в составе Волховского района.
В 1929 году в деревне был организован колхоз «Борки».
По данным 1933 года деревня Новая входила в состав Кисельницкого сельсовета Волховского района.
В 1939 году население деревни Новая составляло 134 человека.

План деревни Новая. 1941 год

Согласно топографической карте РККА 1941 года деревня состояла из двух частей: Борки и Новая Деревня.
С 1954 года в составе Чаплинского сельсовета.
В 1958 году население деревни Новая составляло 118 человек.
По данным 1966, 1973 и 1990 годов деревня Новая также входила в состав Чаплинского сельсовета Волховского района.
В 1997 году в деревне Новая Кисельнинской волости проживали 27 человек, в 2002 году — 35 человек (русские — 97 %).
В 2007 году в деревне Новая Кисельнинского СП — 25 человек.

## География
Деревня расположена в западной части района на автодороге Р21 (E 105) «Кола» (Санкт-Петербург — Петрозаводск — Мурманск) к западу от центра поселения, деревни Кисельня.
Расстояние до административного центра поселения — 3 км.
Расстояние до ближайшей железнодорожной станции Волховстрой I — 18 км.
Через деревню протекает река Елена (Ладожка).

## Демография
| 1862 | 2007 | 2010 | 2017 |
| ---- | ---- | ---- | ---- |
| 82   | ↘25  | ↗43  | ↘30  |

### Национальный состав
Согласно данным Всероссийской переписи населения 2021 года в деревне проживали 35 человек, все русские.